# Het verjaagde water
Het verjaagde water is een sleutelroman uit 1947, geschreven door A. den Doolaard (pseudoniem voor Cornelis Johannes George Spoelstra Jr.) die verslag doet van de herstelwerkzaamheden om dijkdoorbraken te herstellen na de inundatie van Walcheren in oktober 1944 als onderdeel van operaties van de geallieerde troepen in Tweede Wereldoorlog tijdens de Strijd om Walcheren. Voor de heruitgave in 2001 hebben K. d'Angremond en G.J. Schiereck van de sectie waterbouwkunde van de TU Delft een hoge mate van historische nauwkeurigheid gevonden in Den Doolaards beschrijvingen van de gebeurtenissen die plaatsvonden, de methoden die werden gebruikt om de dijken te sluiten en de sleutelfiguren die erbij betrokken waren. Den Doolaard kende alle hoofdpersonen en organisaties pseudoniemen toe.

## Context
In oktober 1944 werden verschillende dijken rond het Nederlandse eiland Walcheren door de geallieerden gebombardeerd op strategische locaties, waaronder Westkapelle, Fort de Nolle bij Vlissingen en Fort Rammekens om het eiland opzettelijk onder water te zetten. Terwijl de bombardementen het onmiddellijke militaire doel bereikten om de Duitse bezetter tot terugtrekking te dwingen waardoor deze niet meer de Westerschelde en de toegang tot de haven van Antwerpen kon controleren, hadden de gevolgen van de overstroming die door de doorbraken werd veroorzaakt ingrijpende gevolgen op de lokale bevolking.
De roman beschrijft de daaropvolgende pogingen om de dijkdoorbraken te herstellen en Walcheren terug te winnen op de zee. De werken werden voltooid door een aantal Nederlandse aannemers, waaronder enkele met de nodige eerdere ervaring met de Zuiderzeewerken.
Moeilijkheden bij het starten van de herstelwerkzaamheden waren onder meer het feit dat veel baggerschepen zich nog steeds in gebieden van bezet Nederland bevonden en dat ongeveer 25% van de Nederlandse baggervloot in beslag was genomen en naar Duitsland was vervoerd. De werkzaamheden op de belangrijkste doorbraaklocaties werden verdeeld over vier aannemers zoals weergegeven in onderstaande tabel.
| Doorbraaklokatie | Aannemer                               |
| ---------------- | -------------------------------------- |
| De Nolledijk     | Bos en Kalis                           |
| Westkapelle      | Hollandse Aanneming Maatschappij (HAM) |
| Veere            | Adriaan Volker                         |
| Rammekens        | Van Hattum en Blankevoort              |

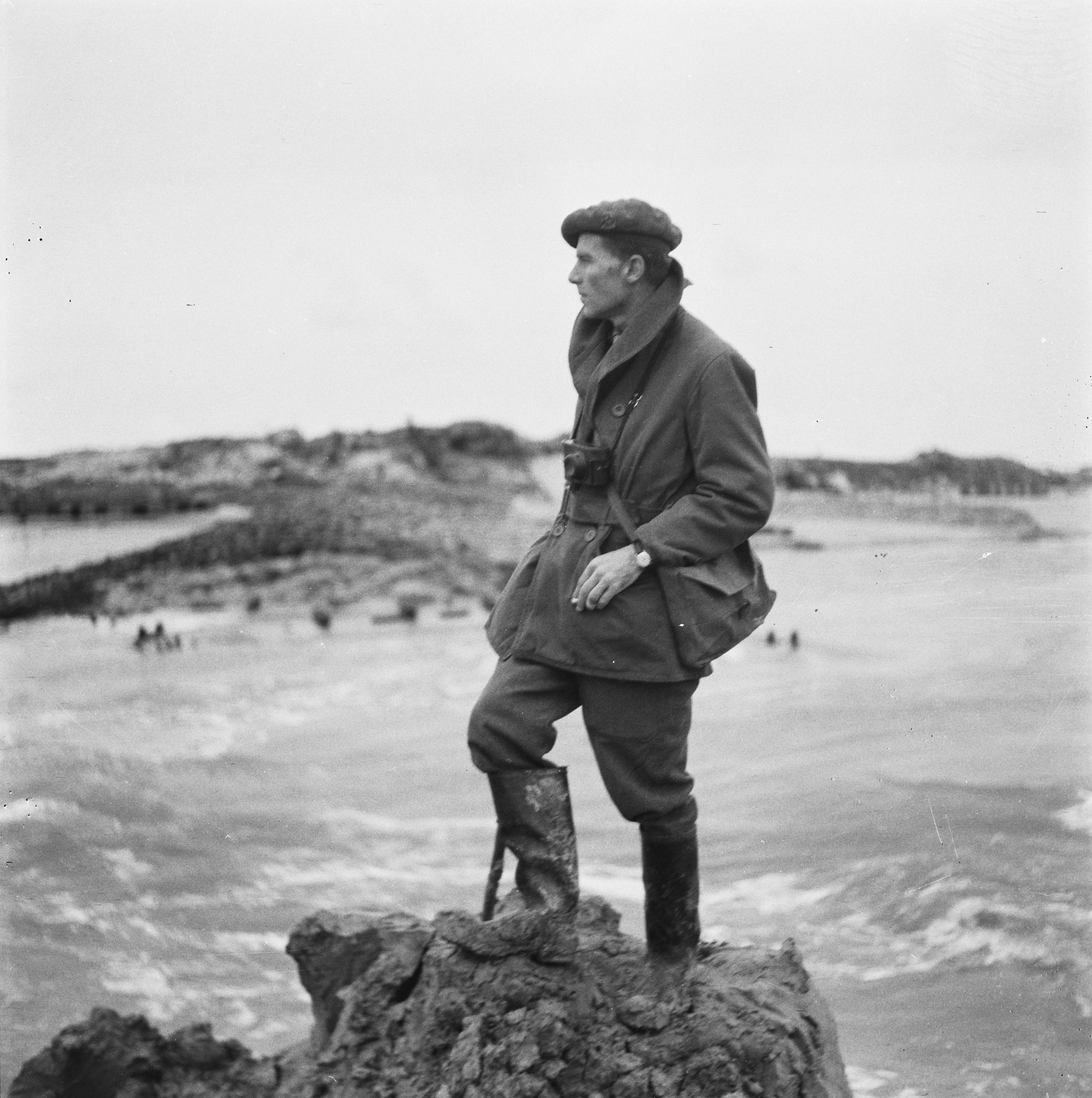
A. den Doolaard bij de sluiting van het Nollegat

In oktober 1945 waren de aannemers en Rijkswaterstaat erin geslaagd een vloot samen te stellen van 14 zuigers en emmerbaggermolens, 135 bakken, 61 sleepboten, 73 landingsvaartuigen, 19 drijvende kranen, 52 bulldozers en draglines, samen met motorvoertuigen en ander materieel. Moeilijkheden bij het vinden van geschikte materiaal en de enorme schaal van de werken tijdens een noodsituatie in oorlogstijd leidden tot een innovatief gebruik van geïmproviseerde materialen en uitrusting, zoals de Phoenix-caissons die werden gebruikt bij het dichten van de dijkspleten, die voorheen werden gebruikt als Mulberry-havens tijdens de geallieerde invasie van Normandië. Den Doolaard beschrijft de aanvankelijke onwil van enkele aannemers om deze units te gebruiken, hoe succesvol de implementatie ook was dat soortgelijke units later zouden worden ingezet bij de afsluiting van de Brielse Maasdam in 1950 en de Braakman in 1952. Voor het schrijven van de roman putte Den Doolaard uit zijn ervaringen als verbindingsofficier bij de Dienst Droogmaking Walcheren.
Door Rijkswaterstaat was voor de begeleiding van de werken een speciale dienst opgericht, de Dienst Droogmaking Walcheren (DDW) onder leiding van ir. Jansen.

## Edities
De originele Nederlandse editie van Het verjaagde water verscheen in 1947, uitgegeven door Em. Querido  te Amsterdam. Het werd tot 1971 acht keer herdrukt door dezelfde uitgever. Een geactualiseerde uitgave met annotaties van prof. K. d'Angremond en G.J. Schiereck verscheen in 2001 bij Delft Academic Press.
De uitgave is geïllustreerd door Cees Banzinger, die veel getekend heeft tijdens de droogmaking van Walcheren. Veel van het werk wat hij toen maakte is in 1945 aangekocht door Kobus Kalis, en nu in het bezit van de firma Boskalis.
Het boek is in een aantal talen vertaald:

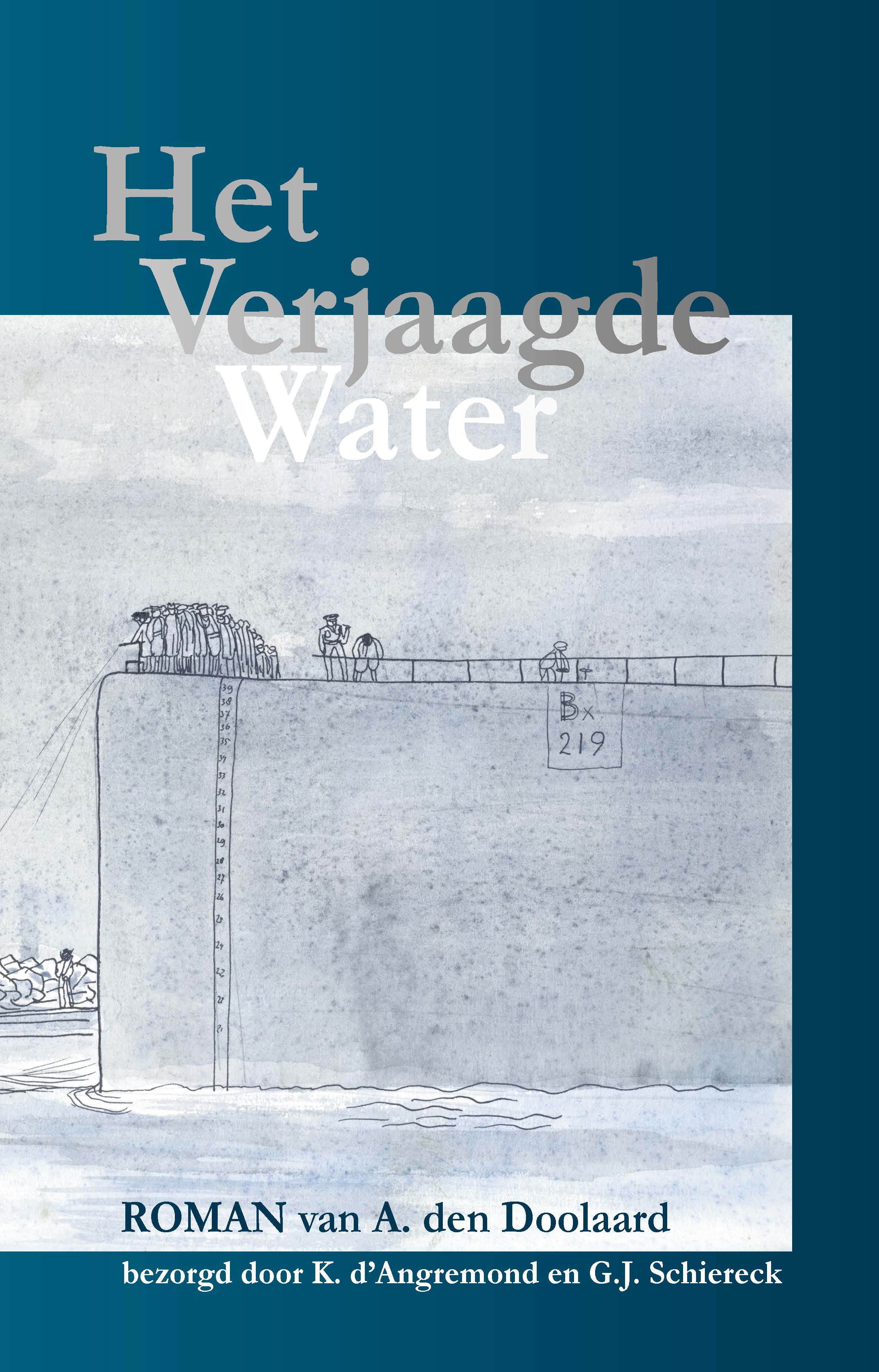
Kaft van de uitgave uit 2001

| jaar | titel                      | taal       | uitgever                                      | vertaler                       |
| ---- | -------------------------- | ---------- | --------------------------------------------- | ------------------------------ |
| 1948 | Roll Back the Sea          | Engels     | Simon & Shuster (New York)                    | June Barrows Mussey            |
| 1949 | Roll Back the Sea          | Engels     | Heinemann (Londen)                            | June Barrows Mussey            |
| 1948 | Besieftes Wasser           | Duits      | Bazel: Ammerbach                              | Irma Silzer                    |
| 1948 | Og havet ga tapt           | Noors      | Oslo: Tanum                                   |                                |
| 1948 | Det besegrade havet        | Zweeds     | Stockholm: AB Ljus                            |                                |
| 1953 | Digerne Brister            | Deens      | Kopenhagen: Hirschspung                       |                                |
| 1954 | Nazad, more!               | Servisch   | Belgrado: Prosveta Isdavačko Preduzeće Srbije | Мила Драшковић; Mila Drašković |
| 1953 | Vaincre la mer             | Frans      | Parijs: Albin Michel                          | Robert Petit                   |
| 1964 | Spoutaná voda              | Tsjechisch | Praag: Lidová demokracie                      | Ella Kazdová                   |
| 1981 | Akik a tengerrel csatáznak | Hongaars   | Budapest: Vámosi Pál                          | Vámosi Pál                     |

## Inhoud
| Boek (Hoofdstuk) | hoofdstuktitel                      |
| ---------------- | ----------------------------------- |
| 1 (1)            | De watertovenaars                   |
| 1 (2)            | Zuidzee en Noordzee                 |
| 1 (3)            | Het water komt                      |
| 1 (4)            | De preek                            |
| 1 (5)            | Het spookeiland                     |
| 1 (6)            | Doen of niet doen?                  |
| 2 (7)            | Wie een boot heeft, heeft de wereld |
| 2 (8)            | Van Hummel's zwarte boekje          |
| 2 (9)            | Anton Hijnssen gaat uit roeien      |
| 2 (10)           | Van Hummel's zwarte boekje (ii)     |
| 2 (11)           | De baggervloot vaart uit            |
| 2 (12)           | De rijswerkers                      |
| 3 (13)           | Walcheren omhoog                    |
| 3 (14)           | Klei tegen water                    |
| 3 (15)           | Kraan zeven                         |
| 3 (16)           | Beton tegen klei                    |
| 3 (17)           | Anton Hijnssen verovert Vlissingen  |
| 4 (18)           | Westkapelle                         |
| 4 (19)           | De scharesliep                      |
| 4 (20)           | De brug over de afgrond             |
| 5 (21)           | De vuist van de reus                |
| 5 (22)           | Het water loopt weg                 |
| 5 (23)           | Het boze gat van Rammekens          |
| 5 (24)           | Phoenix                             |
| 5 (25)           | De eeuwige strijd                   |

In de tweede tot en met de zevende druk in 1965 zijn regelmatig wijzigingen opgenomen, hoofdzakelijk weglatingen. In de editie van 2001 zijn al deze weglatingen weer opgenomen (in grijze druk).
Over het tot stand komen van dit boek in nog geen vijf maanden, heeft Den Doolaard een essay geschreven in 1971 (met de ogen op de rug). Dit essay is beschikbaar via Dbnl.

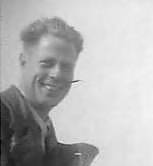
"Waterschoot" gefotografeerd door Den Doolaard in 1946

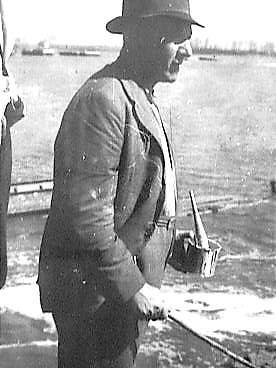
"Vlak naast de holste plekken stond Berend te wijzen; de wind zwiepte zijn stokje op en neer alsof het een wichelroede was." (Hfst XIX) Berend Bonkelaar (Kobus Kalis), foto door Den Doolaard

## Personen in het boek
De ware identiteit van veel van de personages in de roman werd onthuld, waaronder den Doolards beschrijving van hoofdrolspelers zoals de vooraanstaande civiel ingenieur en professor Pieter Philippus Jansen (vertegenwoordigd door het personage Van Hummel), veel senior Rijkswaterstaat ambtenaren, de charismatische baggerbaas Berend Bonkelaar (pseudoniem van den Doolaard voor Kobus Kalis, de directeur van Bos en Kalis) begeleidde tijdens de werkzaamheden het afzinken van 36 zinkstukken met een totale oppervlakte van 52.700 vierkante meter.
| karakter in boek    | werkelijke naam             | functie                                                                                    |
| ------------------- | --------------------------- | ------------------------------------------------------------------------------------------ |
| Gebr. van Buuren    | Fa. Van Oord (Werkendam)    | Destijds een aannemer gespecialiseerd in zinkwerk                                          |
| Berend Bonkelaar    | J.J. (Kobus) Kalis          | Directeur baggermaatschappij Bos & Kalis                                                   |
| Dankers             | J.A.A. Mol                  | opzichter van de polder Walcheren                                                          |
| Brig. Fowles        | E.E. Read                   | Brig, Corps of Royal Engineeers                                                            |
| Glimmelmans         | W. Metzelaar                | hoofd afd. sociale verzorging bij de DDW                                                   |
| Goedemans           | B. van Schijndel            | Opzichter RWS                                                                              |
| Guldental           | ir. J.P.A. van Scherpenberg | dir. hoofuitvoerder van de Maatschappij tot Uitvoering van Zuiderzeewerken (MUZ)           |
| ds. Heikes          | ds. Don                     | predikant in Oostkapelle                                                                   |
| Hijnssen            | H. Onderdijk                | verzekeringsagent en voorzitter comité "Walcheren moet droog"                              |
| Van Hengel          | A. van Toor                 | opzichter RWS, materiaalbeheer                                                             |
| Hermsen             | Steehouwer                  | ass. uitvoerder in Westkapelle                                                             |
| Van Hummel          | prof.ir. P.Ph Jansen        | Hoofd DDW, later hoogleraar in Delft                                                       |
| Irma van Hummel     | mevr. I.L. Jansen-Mustert   | echtgenote van prof. Jansen                                                                |
| Jolanda van Hummel  | mevr. J.I. Zeper-Jansen     | dochter van prof. Jansen                                                                   |
| Irma                | mevr. I.P. Jansen           | dochter van prof. Jansen                                                                   |
| Jongbloed           | G.P. Sturm                  | opzichter bij de Polder Walcheren                                                          |
| Klagemans           | G.A. van Hattem             | uitvoerder van de HAM                                                                      |
| Lorentz             | ir. C.J. Witteveen          | Hoofdingenieur-Directeur van RWS in Limburg, hoogste RWS ambtenaar in bevrijd gebied       |
| Maartje en Klaartje | Mine en Tine de Vos         | evacuées uit Westkapelle                                                                   |
| prof. Van der Molen | prof.ir. J.Th. Thijsse      | hoogleraar Technische Hogeschool Delft en directeur Waterloopkundig Laboratorim            |
| Naerebout           | ir. M. van Noorden          | ingenieur bij de Maatschappij tot Uitvoering van Zuiderzeewerken (MUZ)                     |
| Van Noorden         | De Moor                     | machinist van de SHV in Vlissingen                                                         |
| Notekauwer          | N.N. Dijkstra               | projectleider bij de DDW op Walcheren                                                      |
| Onrust              | ir. G. van der Rest         | eerst bij RWS Veere, daarna bij MUZ                                                        |
| Klaas Otterkop      | Gerrit Visser               | zinkbaas bij Van Oord                                                                      |
| Rafelding           | ir. H.A. Ferguson           | hoofd studiedienst in Vlissingen                                                           |
| Van Regteren        | C. van Westen               | Bankier in Middelburg en penningmeester "Walcheren moet droog"                             |
| de rekenmeester     | dr. J.J. Dronkers           | Wiskundige, gespecialiseerd in getijberekeningen                                           |
| Rens                | Lous                        | Kok in de arbeiderskantine                                                                 |
| Capt. Roberts       | Capt. Ily                   | van Supreme headquarters allied expaditionary forces (SHAEF)                               |
| Van Roffel          | R. v.d. Pol                 | opzichter RWS                                                                              |
| Rommel              | J. Jonker                   | opzichter RWS                                                                              |
| Roosje              | B. van Groot                | praktikant van de HTS Dordrecht                                                            |
| Rossiger            | D.J. Blom                   | plv. hoofd werk te Rammekenns                                                              |
| Capt. Scherp        | ir.A. Smit                  | Kapitein bij het militair gezag, directeur bij De Schelde                                  |
| Schoonebloem        | ir. P.A. van de Velde       | plv hoofd DDW                                                                              |
| Smit                | Dirk Pijl                   | Havenmeester van MUZ, als uitvoerder in dienst bij Bos & Kalis                             |
| Steengracht         | ir. de Lindt                | ingenieur bij de HAM                                                                       |
| Kees van der Stoep  | C.J. (Gommert) Visser       | uitvoerder bij Bos & Kalis                                                                 |
| Kapitein Tazelaar   | P. Bakkeren                 | Rotterdamse sleepboekkapitein                                                              |
| Teuntje             | Mevr. Nel Berghuis          | latere echtgenote van Kobus Kalis                                                          |
| Wapervaan           | ir. J.H. Verheij            | hoofdingenieur bij RWS                                                                     |
| Waterschoot         | ir. N. Biezeveld            | projectleider bij de DDW op Walcheren                                                      |
| majoor Young        | Maj. Alan Becket            | van Supreme Headquarters Allied Expeditionary Force (SHAEF)                                |
| van Zeurzeutel      | ir. E.D. Kalis              | directeur Bos & Kalis in Engeland, broer van Kobus, majoor bij het militaire gezag in Goes |
| Ziftelaar           | J.M. de Haas                | administrateur bij de DDW                                                                  |

De plaats Havendrecht in het boek is Sliedrecht. De firma Destrooper is Ackermans & Van Haaren.

## Historische nauwkeurigheid
Voor de heruitgave van het boek in 2001 deden Kees d'Angremond en Gerrit-Jan Schiereck van de Technische Universiteit Delft acht jaar onderzoek naar de personages in het boek en de daarin beschreven gebeurtenissen, waarbij twee van hun afstudeerders onderzoek deden naar de juistheid van den Doolaards weergave van de technische aspecten van de drooglegging van Walcheren. Hun bevindingen werden als annotaties in het boek opgenomen en bevestigden de hoge mate van nauwkeurigheid in den Doolaards beschrijvingen van de mensen, gebeurtenissen en technische aspecten van de toegepaste waterbouwkundige methoden, waaronder het gebruik van de Phoenix-caissons en torpedonetten. Daarnaast bleek uit het onderzoek van de waterstaat-archieven (bespreekverslagen e.d.) dat de meeste discussies vrij nauwkeurig naar de werkelijkheid waren weergegeven. Ook de memoires van Maj. Alan Becket bevestigen de historische nauwkeurigheid.